# Frankenstein (film, 1910)
Frankenstein är en amerikansk skräck-fantasy stumfilm av kortfilmsformat från 1910, skriven och regisserad av J. Searle Dawley och baserad på Frankenstein av Mary Shelley.

## Rollista
| Mary Fuller       | – Elizabeth    |
| Charles Ogle      | – Monstret     |
| Augustus Phillips | – Frankenstein |